# Carinodes nestor
Carinodes nestor là một loài tò vò trong họ Ichneumonidae.